# John Paddy Carstairs
Pour les articles homonymes, voir Carstairs.
John Paddy Carstairs est un réalisateur, scénariste et producteur britannique né le 11 mai 1910 à Londres (Royaume-Uni), mort le 12 décembre 1970 à Londres (Royaume-Uni).

## Filmographie

### comme réalisateur
- 1933 : Paris Plane
- 1937 : Missing, Believed Married
- 1937 : Double Exposures
- 1937 : Holiday's End
- 1937 : Incident in Shanghai
- 1937 : Night Ride
- 1938 : Lassie from Lancashire
- 1939 : The Saint in London
- 1940 : Dangerous Comment
- 1940 : All Hands
- 1940 : Meet Maxwell Archer
- 1940 : Now You're Talking
- 1940 : The Second Mr. Bush
- 1941 : Telefootlers
- 1941 : Spare a Copper
- 1941 : He Found a Star
- 1947 : Dancing with Crime
- 1948 : Sleeping Car to Trieste
- 1949 : Fools Rush In
- 1949 : The Chiltern Hundreds
- 1950 : Tony Draws a Horse
- 1951 : Talk of a Million
- 1952 : Made in Heaven
- 1952 : Treasure Hunt
- 1953 : Les Marrants terribles (Top of the Form)
- 1953 : Le Roi de la pagaille (Trouble in Store)
- 1954 : Up to His Neck
- 1955 : Plus on est de fous (One Good Turn)
- 1955 : Man of the Moment
- 1956 : Up in the World
- 1956 : Jumping for Joy
- 1957 : Just My Luck
- 1958 : Le Point de chute (The Square Peg)
- 1958 : In the Pocket (The Big Money)
- 1959 : Tommy the Toreador
- 1960 : Sands of the Desert (en)
- 1961 : A Weekend with Lulu (en)
- 1961 : L'Espion du diable (en) (The Devil's Agent)
- 1963 : Ce sentimental M. Varela ("The Sentimental Agent") (série TV)

### comme scénariste
- 1931 : A Honeymoon Adventure
- 1932 : Nine Till Six
- 1932 : Love on the Spot
- 1932 : The Water Gipsies
- 1932 : The Impassive Footman
- 1933 : They're Off
- 1933 : Sign Please
- 1933 : The Dreamers
- 1933 : It's a Boy
- 1933 : Paris Plane
- 1934 : Lost in the Legion
- 1934 : Boomerang
- 1934 : It's a Cop
- 1934 : Gay Love
- 1934 : L'amour triomphe ou Drame à Hollywood (Falling in Love) de Monty Banks
- 1935 : While Parents Sleep
- 1936 : The Captain's Table
- 1936 : Two's Company
- 1937 : Incident in Shanghai
- 1937 : Tele-Ho! (TV)
- 1940 : Lambeth walk ou ma gosse et moi (The Lambeth Walk)
- 1940 : Dangerous Comment
- 1940 : All Hands
- 1940 : Now You're Talking
- 1952 : Little Big Shot
- 1953 : Les Marrants terribles (Top of the Form)
- 1953 : Le Roi de la pagaille (Trouble in Store)
- 1954 : Up to His Neck
- 1955 : Plus on est de fous (One Good Turn)
- 1955 : Man of the Moment
- 1960 : Sands of the Desert
- 1960 : And the Same to You
- 1961 : The Devil's Agent

### comme producteur
- 1967 : That's Show Business (TV)